# Saison 5 de Candice Renoir
Chronologie
Saison 4 Saison 6
Cet article présente les épisodes de la cinquième saison de la série télévisée Candice Renoir.

## Liste des épisodes

### Épisode 1:Faute avouée à demi-pardonnée
- France : 4,86 millions de téléspectateurs (20,0 %)[1]

### Épisode 2:Qui se ressemble s'assemble
- France : 4,63 millions de téléspectateurs (20,1 %)[1]

### Épisode 3:Il faut que jeunesse se passe
- France : 4,60 millions de téléspectateurs (18,6 %)[2]

### Épisode 4:L'argent n'a pas d'odeur
- France : 4,90 millions de téléspectateurs (20,6 %)[2]

### Épisode 5:Aux grands maux, les grands remèdes
- France : 4,87 millions de téléspectateurs (20,0 %)[3]

### Épisode 6:Mieux vaut tard que jamais
- France : 4,60 millions de téléspectateurs (19,9 %)[3]

### Épisode 7:La curiosité est un vilain défaut
- France : 4,91 millions de téléspectateurs (20,2 %)[4]

### Épisode 8:La nuit, tous les chats sont gris
- France : 4,89 millions de téléspectateurs (21,0 %)[4]

### Épisode 9:Ce que femme veut… (1/2)
- France : 26 mai 2017 sur France 2

- France : 4,07 millions de téléspectateurs (20,2 %)[5]

### Épisode 10:Ce que femme veut… (2/2)
- France : 26 mai 2017 sur France 2

- France : 4,01 millions de téléspectateurs (20,0 %)[5]